# デヴィッド・セメル
デヴィッド・セメル（David Semel）は、アメリカ合衆国の映画及びテレビの監督、プロデューサーである。

## キャリア
テレビシリーズでは『Studio 60 on the Sunset Strip』、『PERSON of INTEREST 犯罪予知ユニット』、『アリー my Love』、『ボストン・パブリック』、『7th Heaven』、『パワー・オブ・フォー 普通じゃない家族』、『アメリカン・ホラー・ストーリー』、『ロズウェル - 星の恋人たち』、『エンジェル』、『バフィー 〜恋する十字架〜』、『Life 真実へのパズル』、『Dr.HOUSE』、『American Dreams』、『ビバリーヒルズ高校白書』、『ドーソンズ・クリーク』、『スタートレック:ディスカバリー』などで監督やプロデューサーを担当している。
2006年にセメルは『Dr.HOUSE』のプロデューサーの1人としてプライムタイム・エミー賞作品賞（ドラマシリーズ部門）にノミネートされた。また翌2007年には『HEROES』のパイロット・エピソードを監督したことによりプライムタイム・エミー賞監督賞（ドラマシリーズ部門）にノミネートされた。
劇場映画では『Campfire Tales』（1997年）と『テキサス・クライム・ジャンクション』（2002年）の2本を監督している。

## 主なフィルモグラフィ

### 映画
| 年   | 日本語題 原題                                              | 役職             | 備考                                     |
| ---- | ---------------------------------------------------------- | ---------------- | ---------------------------------------- |
| 1997 | Campfire Tales                                             | 監督             | セグメント「The Campfire」「The Locket」 |
| 2002 | テキサス・クライム・ジャンクション Lone Star State of Mind | 監督             |                                          |
| 2009 | Limelight                                                  | 監督・製作総指揮 | テレビ映画                               |

### テレビシリーズ
| 年        | 日本語題 原題                                            | 役職                         | 備考                                              |
| --------- | -------------------------------------------------------- | ---------------------------- | ------------------------------------------------- |
| 1992-1995 | ビバリーヒルズ高校白書 Beverly Hills, 90210              | アソシエイト・プロデューサー | 計96話担当                                        |
| 1992-1995 | ビバリーヒルズ高校白書 Beverly Hills, 90210              | 監督                         | 第4シーズン第27話「"熱い"オーディション!」        |
| 1992-1995 | ビバリーヒルズ高校白書 Beverly Hills, 90210              | 監督                         | 第5シーズン第5話「ピーチピット変身の夜」          |
| 1992-1995 | ビバリーヒルズ高校白書 Beverly Hills, 90210              | 監督                         | 第5シーズン第12話「レッツ・ゴー・"ストーンズ"」   |
| 1992-1995 | ビバリーヒルズ高校白書 Beverly Hills, 90210              | 監督                         | 第5シーズン第24話「あやしい雲行き」               |
| 1992-1995 | ビバリーヒルズ高校白書 Beverly Hills, 90210              | 監督                         | 第6シーズン第6話「ケンカ・脅迫 そして別れ」       |
| 1992-1995 | ビバリーヒルズ高校白書 Beverly Hills, 90210              | 監督                         | 第6シーズン第12話「カップルたちの夜」             |
| 1992-1995 | ビバリーヒルズ高校白書 Beverly Hills, 90210              | 監督                         | 第6シーズン第26話「2つの策略」                    |
| 1992-1995 | ビバリーヒルズ高校白書 Beverly Hills, 90210              | 監督                         | 第7シーズン第4話「不安と恐怖の間で」              |
| 1992-1995 | ビバリーヒルズ高校白書 Beverly Hills, 90210              | 監督                         | 第7シーズン第12話「無実への戦い」                 |
| 1992-1995 | ビバリーヒルズ高校白書 Beverly Hills, 90210              | 監督                         | 第7シーズン第19話「バレンタインでーの憂鬱」       |
| 1992-1995 | ビバリーヒルズ高校白書 Beverly Hills, 90210              | 監督                         | 第8シーズン第3話「銃撃のあと」                    |
| 1997-1998 | バフィー 〜恋する十字架〜                                | 監督                         | 第1シーズン第5話「初デートで彼を殺さないこと」    |
| 1997-1998 | バフィー 〜恋する十字架〜                                | 監督                         | 第1シーズン第10話「バフィーの運命 パート2」       |
| 1997-1998 | バフィー 〜恋する十字架〜                                | 監督                         | 第2シーズン第20話「魚の逆襲」                     |
| 1997-1998 | バフィー 〜恋する十字架〜                                | 監督                         | 第3シーズン第8話「恋人達の散歩道」                |
| 1998-1999 | ドーソンズ・クリーク Dawson's Creek                      | 製作                         | 計22話担当                                        |
| 1998-1999 | ドーソンズ・クリーク Dawson's Creek                      | 監督                         | 第1シーズン第10話「ダブルデート」                 |
| 1998-1999 | ドーソンズ・クリーク Dawson's Creek                      | 監督                         | 第1シーズン第13話「友情と愛情」                   |
| 1998-1999 | ドーソンズ・クリーク Dawson's Creek                      | 監督                         | 第2シーズン第1話「The Kiss」                      |
| 1998-1999 | ドーソンズ・クリーク Dawson's Creek                      | 監督                         | 第2シーズン第3話「Alternative Lifestyles」        |
| 1998-1999 | ドーソンズ・クリーク Dawson's Creek                      | 監督                         | 第2シーズン第5話「Full Moon Rising」              |
| 1998-1999 | ドーソンズ・クリーク Dawson's Creek                      | 監督                         | 第2シーズン第7話「The All-Nighter」               |
| 1998-1999 | ドーソンズ・クリーク Dawson's Creek                      | 監督                         | 第2シーズン第13話「His Leading Lady」             |
| 1998-1999 | ドーソンズ・クリーク Dawson's Creek                      | 監督                         | 第2シーズン第16話「Be Careful What You Wish For」 |
| 1998-1999 | ドーソンズ・クリーク Dawson's Creek                      | 監督                         | 第2シーズン第19話「Rest in Peace」                |
| 1999-2000 | ロズウェル - 星の恋人たち Roswell                        | 監督                         | 第1シーズン第3話「人生の交差点」                  |
| 1999-2000 | ロズウェル - 星の恋人たち Roswell                        | 監督                         | 第1シーズン第5話「真犯人」                        |
| 1999-2000 | ロズウェル - 星の恋人たち Roswell                        | 監督                         | 第1シーズン第16話「記憶と妄想」                   |
| 2000      | エンジェル Angel                                         | 監督                         | 第1シーズン第12話「予期せぬコウノトリ」           |
| 2000      | エンジェル Angel                                         | 監督                         | 第2シーズン第2話「妄想のとりこ」                  |
| 2000-2001 | ボストン・パブリック Boston Public                       | 監督                         | 第1シーズン第8話「Chapter Eight」                 |
| 2000-2001 | ボストン・パブリック Boston Public                       | 監督                         | 第2シーズン第6話「Chapter Twenty-Eight」          |
| 2002      | アリー my Love Ally McBeal                               | 監督                         | 第5シーズン第8話「最後のチャンス」                |
| 2005-2006 | Dr.HOUSE House M.D.                                      | 共同製作総指揮               | 計16話出演                                        |
| 2005-2006 | Dr.HOUSE House M.D.                                      | 監督                         | 第2シーズン第8話「診断ミス」                      |
| 2005-2006 | Dr.HOUSE House M.D.                                      | 監督                         | 第2シーズン第11話「献身」                         |
| 2005-2006 | Dr.HOUSE House M.D.                                      | 監督                         | 第2シーズン第14話「浮気の代償」                   |
| 2006      | HEROES Heroes                                            | 監督・製作総指揮             | 第1シーズン第1話「創世記」                        |
| 2007      | Life 真実へのパズル Life                                 | 監督・製作総指揮             | 第1シーズン第1話「父子の絆世」                    |
| 2010-2011 | パワー・オブ・フォー 普通じゃない家族 No Ordinary Family | 製作総指揮                   | 計9話担当                                         |
| 2010-2011 | パワー・オブ・フォー 普通じゃない家族 No Ordinary Family | 監督                         | 第1シーズン第1話「Pilot」                         |
| 2010-2011 | パワー・オブ・フォー 普通じゃない家族 No Ordinary Family | 監督                         | 第1シーズン第2話「No Ordinary Marriage」          |
| 2010-2011 | パワー・オブ・フォー 普通じゃない家族 No Ordinary Family | 監督                         | 第1シーズン第9話「No Ordinary Anniversary」       |
| 2011      | PERSON of INTEREST 犯罪予知ユニット Person of Interest   | 監督・製作総指揮             | 第1シーズン第1話「序章」                          |
| 2011-2012 | アメリカン・ホラー・ストーリー American Horror Story     | 監督                         | 第1シーズン第4話「恐怖のハロウィン 前編」         |
| 2011-2012 | アメリカン・ホラー・ストーリー American Horror Story     | 監督                         | 第1シーズン第5話「恐怖のハロウィン 後編」         |
| 2011-2012 | アメリカン・ホラー・ストーリー American Horror Story     | 監督                         | 第2シーズン第6話「悪の起源」                      |
| 2012      | CSI:科学捜査班 CSI: Crime Scene Investigation            | 監督                         | 第12シーズン第20話「殺しの衝動」                  |
| 2012      | HOMELAND Homeland                                        | 監督                         | 第2シーズン第4話「裏切り者のテロリスト」          |
| 2013      | ヘムロック・グローヴ Hemlock Grove                       | 監督                         | 第1シーズン第4話「悪趣味」                        |
| 2013      | ヘムロック・グローヴ Hemlock Grove                       | 監督                         | 第1シーズン第5話「私のかわいい子」                |
| 2014      | インテリジェンス Intelligence                            | 監督・製作総指揮             | 第1シーズン第1話「サイバー諜報員」                |
| 2014      | ハンニバル Hannibal                                      | 監督                         | 第2シーズン第4話「炊合せ」                        |
| 2014      | ストレイン 沈黙のエクリプス The Strain                   | 監督                         | 第1シーズン第2話「消えた積み荷」                  |
| 2014      | ストレイン 沈黙のエクリプス The Strain                   | 監督                         | 第1シーズン第3話「不吉な予兆」                    |
| 2014-2015 | マダム・セクレタリー Madam Secretary                     | 製作総指揮                   | 計22話担当                                        |
| 2014-2015 | マダム・セクレタリー Madam Secretary                     | 監督                         | 第1シーズン第1話「マッコード長官、誕生」          |
| 2014-2015 | マダム・セクレタリー Madam Secretary                     | 監督                         | 第2シーズン第2話「第二のベンガジ」                |
| 2015      | 高い城の男 The Man in the High Castle                    | 監督・製作総指揮             | 第1シーズン第1話「新世界」                        |
| 2015      | コード・ブラック 生と死の間で Code Black                 | 監督・製作総指揮             | 第1シーズン第1話「試練の始まり」                  |
| 2016      | 弁護士ビリー・マクブライド Goliath                       | 製作総指揮                   | 計8話担当                                         |
| 2016      | ピュア・ジーニアス ハイテク医療の革命児 Pure Genius      | 監督・製作総指揮             | 第1シーズン第1話「バンカーヒルへようこそ」        |
| 2017      | スタートレック:ディスカバリー Star Trek: Discovery       | 監督・製作総指揮             | 第1シーズン第1話「バルカンの挨拶」                |
| 2019      | ウォッチメン Watchmen                                    | 監督                         | 第1シーズン第7話「ほとんど宗教的な畏怖」          |
| 2021      | ザ・ネバーズ The Nevers                                  | 監督                         | 第1シーズン第3,4話                                |
| 2023      | サイロ Silo                                              | 監督                         | 第1シーズン第4,5話                                |